# Neil Lyster
Nigel Robert "Neil" Lyster (nascido em 2 de dezembro de 1947) é um ex-ciclista neozelandês que participava em competições de ciclismo de pista.
Representou Nova Zelândia em dois Jogos Olímpicos, 1968, 1972, e foi gerente de equipe durante os Jogos Olímpicos de Verão de 1976.
Competiu nos Jogos da Commonwealth de 1978, onde foi o porta-bandeira na cerimônia de abertura, e conquistou uma medalha de bronze na perseguição por equipes de 4 km.